# Марсер, Эмиль де
Эми́ль Луи́ Гюста́в Деэ́ де Марсе́р (фр. Émile Louis Gustave Deshayes de Marcère; 16 марта 1828, Домфрон, Орн — 26 апреля 1918, Мессе (Орн)) — французский политический деятель, министр, последний бессменный сенатор (с 1884).

## Политическая деятельность
В 1871 году был избран в национальное собрание, где занял место в левом центре. В 1873 году издал брошюру «Республика и консерваторы» (La république et les conservateurs), вызвавшую много дискуссий. В 1876 году был избран в палату депутатов; был министром внутренних дел в кабинетах Дюфора и Ваддингтона, до марта 1879 года. Позже был избран сенатором.
В 1902 году основал газету «La voix nationale» — печатный орган либералов и консерваторов; газета успеха и значения не имела.

## Издания
- «Политика провинциала» (La politique d’un provincial, 1869),
- «Lettres aux électeurs à l’осcasion des élections pour la Constituante» (1870);
- «Республика и консерваторы» (La république et les conservateurs, 1873) и др.[1]